# ワンナノサウルス
ワンナノサウルス（学名 Wannanosaurus 「皖南（中国安徽省の別名）のトカゲ」の意）は、中生代後期白亜紀マーストリヒチアン期、現在の中国に生息していた堅頭竜類の恐竜の属。1977年に記載された。鳥盤類の中で一番小さい。

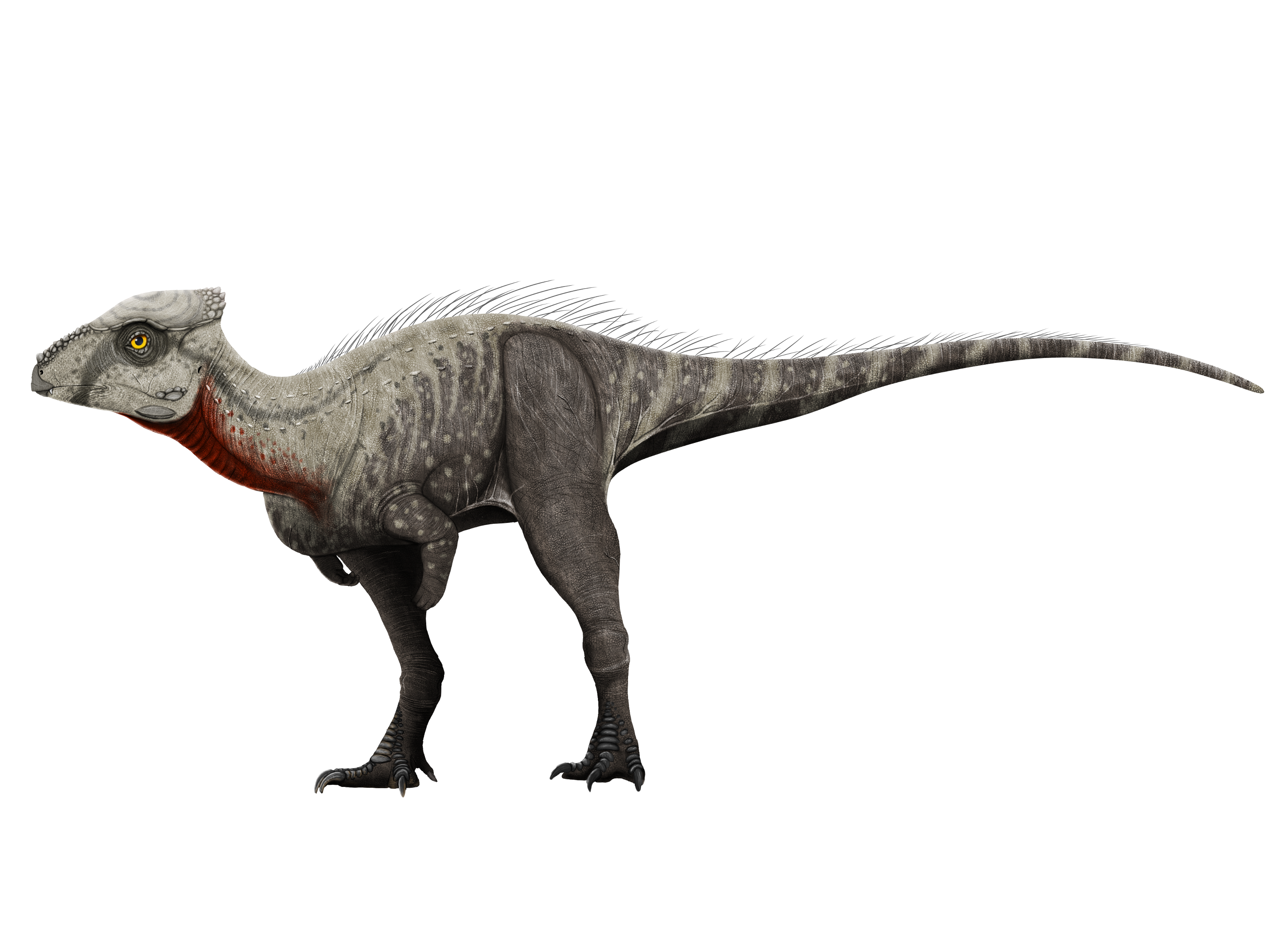
ワンナノサウルスの想像図

中国小岩層から産出した。産出した化石はかなり不揃いなもので、一体分の化石が発見されている。ワンナノサウルスは他の属と比べ小振りだったが成体のものと考えられている。小型の堅頭竜類で推定全長は約0.6メートル程度しかなかった。堅頭竜類の中でも最初期に分岐した属で、祖先的な形態を留める。頭部は平たく、ドーム状な盛り上がっていなかった。ホマロケファレに比べ、細長くて滑らかな頭が特徴。